# Società Sportiva Lazio 1954-1955
Questa voce raccoglie le informazioni riguardanti la Società Sportiva Lazio nelle competizioni ufficiali della stagione 1954-1955.

## Stagione
Nonostante l'avvicendamento tecnico del 7 novembre 1954 tra Allasio ed il tandem Raynor-Copernico, la Lazio chiude la stagione con un anonimo dodicesimo posto in classifica.

## Organigramma societario
Area direttiva
- Presidenti: Costantino Tessarolo e Mario Vaselli

Area tecnica
- Direttore tecnico: da novembre Roberto Copernico
- Allenatore: Federico Allasio, da novembre George Raynor

## Rosa

Il neoacquisto Carlo Parola disputa in maglia biancoceleste l'ultima stagione della sua carriera.

| N. |                   | Ruolo | Calciatore          |
| -- | ----------------- | ----- | ------------------- |
|    | Italia (bandiera) | P     | Giampiero Bandini   |
|    | Italia (bandiera) | P     | Aldo De Fazio       |
|    | Italia (bandiera) | P     | Renato Gandolfi     |
|    | Italia (bandiera) | P     | Giuseppe Zibetti    |
|    | Italia (bandiera) | D     | Francesco Antonazzi |
|    | Italia (bandiera) | D     | Giovanni Di Veroli  |
|    | Italia (bandiera) | D     | Adelmo Eufemi       |
|    | Italia (bandiera) | D     | Zeffiro Furiassi    |
|    | Italia (bandiera) | D     | Attilio Giovannini  |
|    | Italia (bandiera) | D     | Stefano Malacarne   |
|    | Italia (bandiera) | D     | Carlo Parola        |
|    | Italia (bandiera) | D     | Primo Sentimenti V  |
|    | Italia (bandiera) | C     | Romolo Alzani       |

| N. |                      | Ruolo | Calciatore        |
| -- | -------------------- | ----- | ----------------- |
|    | Italia (bandiera)    | C     | Vittorio Bergamo  |
|    | Norvegia (bandiera)  | C     | Per Bredesen      |
|    | Italia (bandiera)    | C     | Luigi Fuin        |
|    | Svezia (bandiera)    | C     | Sigvard Löfgren   |
|    | Italia (bandiera)    | C     | Renzo Sassi       |
|    | Italia (bandiera)    | C     | Enrico Spinosi    |
|    | Italia (bandiera)    | A     | Renzo Burini      |
|    | Italia (bandiera)    | A     | Alberto Fontanesi |
|    | Danimarca (bandiera) | A     | John Hansen       |
|    | Italia (bandiera)    | A     | Armando Macci     |
|    | Italia (bandiera)    | A     | Mario Pistacchi   |
|    | Italia (bandiera)    | A     | Aldo Puccinelli   |
|    | Italia (bandiera)    | A     | Pasquale Vivolo   |

## Calciomercato
| Acquisti | Acquisti           | Acquisti   | Acquisti      |
| R.       | Nome               | da         | Modalità      |
| -------- | ------------------ | ---------- | ------------- |
| P        | Renato Gandolfi    | Genoa      | prestito      |
| P        | Roberto Lovati     | Monza      | definitivo    |
| P        | Giuseppe Zibetti   | Brescia    | definitivo    |
| D        | Attilio Giovannini | Inter      | definitivo    |
| D        | Carlo Parola       | Juventus   | definitivo    |
| C        | Renzo Sassi        | Legnano    | definitivo    |
| C        | Enrico Spinosi     | CRAL Breda | definitivo    |
| A        | Emilio Caprile     | Como       | fine prestito |
| A        | John Hansen        | Juventus   | definitivo    |

| Cessioni | Cessioni              | Cessioni          | Cessioni      |
| R.       | Nome                  | a                 | Modalità      |
| -------- | --------------------- | ----------------- | ------------- |
| P        | Roberto Lovati        | Torino            | prestito      |
| P        | Lucidio Sentimenti IV | Lanerossi Vicenza | definitivo    |
| D        | Renato Spurio         | Monza             | prestito      |
| C        | Franco Carradori      | Palermo           | prestito      |
| C        | Enrique Flamini       | Terracina         | definitivo    |
| C        | Serafino Montanari    | -                 | fine carriera |
| C        | Antonio Palestini     | Sambenedettese    | definitivo    |
| A        | Paolo Bettolini       | Monza             | prestito      |
| A        | Emilio Caprile        | Legnano           | definitivo    |

## Risultati

### Serie A

#### Girone di andata
| Arbitro: | Piemonte (Monfalcone) |

|            |           |                                   |
| Burini 17’ | Marcatori | 15’ Tortul 44’ Baldini 70’ Ronzon |

| Arbitro: | Agnolin (Bassano del Grappa) |

|                                                   |           |                            |
| Bronée 21’, 86’ Sentimenti V 43’ (aut.) Præst 64’ | Marcatori | 25’ Bredesen 80’ J. Hansen |

| Arbitro: | Bernardi (Bologna) |

|                                 |           |           |
| Burini 65’ (rig.) Fontanesi 68’ | Marcatori | 15’ Vidal |

| Arbitro: | Liverani (Torino) |

|                                    |           |                       |
| Longoni 6’ Brugola 29’ Vittoni 89’ | Marcatori | 70’ Vivolo 71’ Burini |

| Arbitro: | Agnolin (Bassano del Grappa) |

|               |           |           |
| J. Hansen 33’ | Marcatori | 35’ Celio |

| Arbitro: | Campanati (Milano) |

|                         |           |  |
| Dal Monte 28’ Corso 32’ | Marcatori |  |

| Arbitro: | Valsecchi (Milano) |

|  |           |                          |
|  | Marcatori | 22’ Bacci 46’ Antoniotti |

| Arbitro: | Bonetto (Torino) |

|             |           |  |
| Manenti 83’ | Marcatori |  |

| Arbitro: | Guarnaschelli (Pavia) |

|  |           |                                     |
|  | Marcatori | 33’ (aut.) Giovannini 85’ Selmosson |

| Arbitro: | Rigato (Mestre) |

|                         |           |  |
| J. Hansen 6’ Vivolo 42’ | Marcatori |  |

| Arbitro: | Campanati (Milano) |

|                                   |           |            |
| Formentin 60’ Bredesen 82’ (aut.) | Marcatori | 66’ Vivolo |

| Arbitro: | Jonni (Macerata) |

|                            |           |              |
| J. Hansen 66’ Bredesen 68’ | Marcatori | 54’ Castelli |

| Arbitro: | Bellè (Venezia) |

|                                            |           |  |
| Bergamaschi 58’ Nordhal 65’ Schiaffino 84’ | Marcatori |  |

| Arbitro: | Liverani (Torino) |

|                          |           |                        |
| Broccini 21’, 84’ (rig.) | Marcatori | 54’ Löfgren 64’ Burini |

| Arbitro: | Agnolin (Bassano del Grappa) |

|                                     |           |                 |
| Vivolo 28’ J. Hansen 37’ Burini 68’ | Marcatori | 35’, 87’ Armano |

| Arbitro: | Marchetti (Milano) |

|              |           |           |
| J. Hansen 6’ | Marcatori | 7’ Dorigo |

| Arbitro: | Jonni (Macerata) |

|                 |           |               |
| Randon 48’, 79’ | Marcatori | 88’ J. Hansen |

#### Girone di ritorno
| Genova 6 febbraio 1955 18ª giornata | Sampdoria             | 0 – 0 referto | Lazio | Stadio Luigi Ferraris\| Arbitro: \| Guarnaschelli (Pavia) \| |
| Arbitro:                            | Guarnaschelli (Pavia) |               |       |                                                              |

| Arbitro: | Campanati (Milano) |

|                   |           |             |
| Bredesen 13’, 73’ | Marcatori | 40’ Montico |

| Arbitro: | Pieri (Trieste) |

|  |           |              |
|  | Marcatori | 36’ Bredesen |

| Arbitro: | Bonetto (Torino) |

|               |           |  |
| J. Hansen 57’ | Marcatori |  |

| Arbitro: | Agnolin (Bassano del Grappa) |

|                |           |                               |
| Cardarelli 60’ | Marcatori | 12’ J. Hansen 46’, 57’ Burini |

| Arbitro: | Guarnaschelli (Pavia) |

|                        |           |                 |
| Löfgren 51’ Burini 53’ | Marcatori | 73’ Carapellese |

| Arbitro: | Bellè (Venezia) |

|                          |           |                   |
| Bacci 14’, 31’ Buhtz 83’ | Marcatori | 28’ (rig.) Vivolo |

| Arbitro: | Valsecchi (Milano) |

|               |           |  |
| J. Hansen 74’ | Marcatori |  |

| Arbitro: | Corallo (Lecce) |

|               |           |               |
| Selmosson 79’ | Marcatori | 16’ J. Hansen |

| Arbitro: | Canepa (Genova) |

|                         |           |  |
| Höfling 22’ Benelli 58’ | Marcatori |  |

| Arbitro: | Marchese (Frattamaggiore) |

|                   |           |              |
| Vivolo 40’ (rig.) | Marcatori | 28’ Seratoni |

| Arbitro: | Pieri (Trieste) |

|                                      |           |                            |
| Posio 26’ Jeppson 28’ Ciccarelli 73’ | Marcatori | 11’ Bredesen 49’ Pistacchi |

| Arbitro: | Jonni (Macerata) |

|                            |           |                                              |
| J. Hansen 44’ Bredesen 55’ | Marcatori | 5’ Frignani 45’, 88’ Sørensen 67’ Vicariotto |

| Roma 15 maggio 1955 31ª giornata | Lazio                   | 0 – 0 referto | SPAL | Stadio dei Centomila\| Arbitro: \| Coppa (Mariano Comense) \| |
| Arbitro:                         | Coppa (Mariano Comense) |               |      |                                                               |

| Arbitro: | Rigato (Mestre) |

|                        |           |               |
| Armano 27’, 60’ (rig.) | Marcatori | 89’ J. Hansen |

| Arbitro: | Campanati (Milano) |

|                  |           |                              |
| Curti 35’ (rig.) | Marcatori | 11’ Sassi 78’, 86’ J. Hansen |

| Roma 19 giugno 1955 34ª giornata | Lazio             | 0 – 0 referto | Bologna | Stadio dei Centomila\| Arbitro: \| Liverani (Torino) \| |
| Arbitro:                         | Liverani (Torino) |               |         |                                                         |

## Statistiche

### Statistiche di squadra
| Competizione       | Punti | In casa | In casa | In casa | In casa | In casa | In casa | In trasferta | In trasferta | In trasferta | In trasferta | In trasferta | In trasferta | Totale | Totale | Totale | Totale | Totale | Totale | DR  |
| Competizione       | Punti | G       | V       | N       | P       | Gf      | Gs      | G            | V            | N            | P            | Gf           | Gs           | G      | V      | N      | P      | Gf     | Gs     | DR  |
| ------------------ | ----- | ------- | ------- | ------- | ------- | ------- | ------- | ------------ | ------------ | ------------ | ------------ | ------------ | ------------ | ------ | ------ | ------ | ------ | ------ | ------ | --- |
| Serie A            | 30    | 17      | 8       | 5       | 4       | 21      | 20      | 17           | 3            | 3            | 11           | 20           | 32           | 34     | 11     | 8      | 15     | 41     | 52     | -11 |
| Campionato Cadetti | 24    | 8       | 7       | 0       | 1       | 27      | 12      | 8            | 4            | 2            | 2            | 13           | 11           | 16     | 11     | 2      | 3      | 40     | 23     | +17 |
| Totale             |       | 25      | 15      | 5       | 5       | 48      | 32      | 25           | 7            | 5            | 13           | 33           | 43           | 50     | 22     | 10     | 18     | 81     | 75     | +6  |

### Statistiche dei giocatori
Nel conteggio delle reti realizzate si aggiunga un'autorete a favore nel Campionato Cadetti.
| Giocatore          | Serie A  | Serie A | Campionato Cadetti | Campionato Cadetti | Totale   | Totale |
| Giocatore          | Presenze | Reti    | Presenze           | Reti               | Presenze | Reti   |
| ------------------ | -------- | ------- | ------------------ | ------------------ | -------- | ------ |
| M. Aizpuru         | -        | -       | 8                  | 3                  | 8        | 3      |
| R. Alzani          | 2        | 0       | 1                  | 0                  | 3        | 0      |
| F. Antonazzi       | 24       | 0       | 6                  | 0                  | 30       | 0      |
| G. Bandini         | 4        | -2      | 8                  | -6                 | 12       | -8     |
| V. Bergamo         | 10       | 0       | 8                  | 3                  | 18       | 3      |
| G. Bravi           | -        | -       | 4                  | 0                  | 4        | 0      |
| P. Bredesen        | 29       | 7       | 6                  | 1                  | 35       | 8      |
| R. Burini          | 31       | 8       | 10                 | 5                  | 41       | 13     |
| U. Castiglioni     | -        | -       | 3                  | 0                  | 3        | 0      |
| G. Cialabrini      | -        | -       | 15                 | 0                  | 15       | 0      |
| G. Conio           | -        | -       | 11                 | 1                  | 11       | 1      |
| A. De Fazio        | 12       | -23     | 2                  | -2                 | 14       | -25    |
| G. Di Veroli       | 20       | 0       | 6                  | 5                  | 26       | 5      |
| A. Eufemi          | 1        | 0       | 15                 | 0                  | 16       | 0      |
| A. Fontanesi       | 15       | 1       | 9                  | 0                  | 24       | 1      |
| L. Fuin            | 20       | 0       | 1                  | 0                  | 21       | 0      |
| Z. Furiassi        | -        | -       | 7                  | 0                  | 7        | 0      |
| R. Gandolfi        | -        | -       | 6                  | -9                 | 6        | -9     |
| F. Gasbarra        | -        | -       | 2                  | 0                  | 2        | 0      |
| A. Giovannini      | 31       | 0       | 1                  | 0                  | 32       | 0      |
| J. Hansen          | 27       | 15      | -                  | -                  | 27       | 15     |
| S. Löfgren         | 24       | 2       | 2                  | 0                  | 26       | 2      |
| A. Macci           | -        | -       | -                  | -                  | -        | -      |
| S. Malacarne       | 2        | 0       | 3                  | 0                  | 5        | 0      |
| P. Maroncelli      | -        | -       | 1                  | 1                  | 1        | 1      |
| E. Mastroianni     | -        | -       | 8                  | 1                  | 8        | 1      |
| C. Parola          | 7        | 0       | 3                  | 0                  | 10       | 0      |
| M. Pistacchi       | 4        | 1       | 16                 | 12                 | 20       | 13     |
| R. Pollini         | -        | -       | 2                  | 0                  | 2        | 0      |
| A. Puccinelli      | 8        | 0       | 14                 | 5                  | 22       | 5      |
| P. Ronzio Gismondi | -        | -       | 3                  | 1                  | 3        | 1      |
| R. Sassi           | 26       | 1       | 4                  | 0                  | 30       | 1      |
| P. Sentimenti V    | 31       | 0       | 2                  | 0                  | 33       | 0      |
| V. Severini        | -        | -       | 11                 | 0                  | 11       | 0      |
| E. Spinosi         | -        | -       | -                  | -                  | -        | -      |
| P. Vivolo          | 28       | 6       | 1                  | 0                  | 29       | 6      |
| G. Zibetti         | 18       | -27     | 4                  | -6                 | 22       | -33    |

## Riserve
La squadra riserve della Lazio ha disputato nella stagione 1954-1955 il Campionato Cadetti.

### Rosa
| N. |                     | Ruolo | Calciatore           |
| -- | ------------------- | ----- | -------------------- |
|    | Italia (bandiera)   | P     | Giampiero Bandini    |
|    | Italia (bandiera)   | P     | Aldo De Fazio        |
|    | Italia (bandiera)   | P     | Renato Gandolfi      |
|    | Italia (bandiera)   | P     | Giuseppe Zibetti     |
|    | Italia (bandiera)   | D     | Francesco Antonazzi  |
|    | Italia (bandiera)   | D     | Giancarlo Cialabrini |
|    | Italia (bandiera)   | D     | Giovanni Di Veroli   |
|    | Italia (bandiera)   | D     | Adelmo Eufemi        |
|    | Italia (bandiera)   | D     | Zeffiro Furiassi     |
|    | Italia (bandiera)   | D     | Franco Gasbarra      |
|    | Italia (bandiera)   | D     | Attilio Giovannini   |
|    | Italia (bandiera)   | D     | Stefano Malacarne    |
|    | Italia (bandiera)   | D     | Carlo Parola         |
|    | Italia (bandiera)   | D     | Primo Sentimenti V   |
|    | Italia (bandiera)   | C     | Romolo Alzani        |
|    | Italia (bandiera)   | C     | Vittorio Bergamo     |
|    | Norvegia (bandiera) | C     | Per Bredesen         |

| N. |                   | Ruolo | Calciatore            |
| -- | ----------------- | ----- | --------------------- |
|    | Italia (bandiera) | C     | Giacomo Conio         |
|    | Italia (bandiera) | C     | Luigi Fuin            |
|    | Svezia (bandiera) | C     | Sigvard Löfgren       |
|    | Italia (bandiera) | C     | Renzo Sassi           |
|    | Italia (bandiera) | C     | Venanzio Severini     |
|    | Italia (bandiera) | A     | Mario Aizpuru         |
|    | Italia (bandiera) | A     | Giorgio Bravi         |
|    | Italia (bandiera) | A     | Renzo Burini          |
|    | Italia (bandiera) | A     | Umberto Castiglioni   |
|    | Italia (bandiera) | A     | Alberto Fontanesi     |
|    | Italia (bandiera) | A     | Paolo Maroncelli      |
|    | Italia (bandiera) | A     | Enrico Mastroianni    |
|    | Italia (bandiera) | A     | Mario Pistacchi       |
|    | Italia (bandiera) | A     | Raul Pollini          |
|    | Italia (bandiera) | A     | Aldo Puccinelli       |
|    | Italia (bandiera) | A     | Piero Ronzio Gismondi |
|    | Italia (bandiera) | A     | Pasquale Vivolo       |